# 澳門公益金百萬行
澳門公益金百萬行（英語：Walk for a Million in Macau）由澳門日報讀者公益基金會由1984年主辦的，活動目的為籌募善款而舉辦的「公益金百萬行」。

## 澳門日報讀者公益基金會成立
基金會於1984年6月28日成立，並於10月18日在立契官公署註册立案。是一個獨立性的私人，非牟利的，以進行緊急救援為主的慈善團體。本着「人人為我，我為人人」精神，有計劃有系統地收果各界人士捐欵，進行緊急救援的社會福利工作，並配合本澳慈善社團，從事廣泛的社會公益活動，促進本澳社會的安定繁榮。

## 歷史
活動首届於工人體育場舉行，上午十時出發，經過葡京廣場迴旋處、友誼馬路、南灣街、西灣、衣灣斜巷（澳督私邸）、聖珊澤馬路、西望洋新馬路（環媽閣山），到西望洋花園結束。全程約三公里，緩步行畢全程約50分鐘。球塲四號門（即個人入口處）將設立善欵收集箱，臨時參加者仍可向善款箱投款，領取「步行證」進場，個人起步費50元，學生起步費10元。活動獲得了社會上廣泛的支持，參加慈善步行人數逾萬，收集善款達二百三十萬元。
第三届公益金百萬行於12月7日舉行，上午10時從工人體育場出發，途經葡京酒店前地、友誼大馬路、南灣街、民國大馬路直到媽閣廟前地為終點，緩步行畢全程需50分鐘，全程約三公里。今届在百萬行的終點，增設富有地方特色的中國獅藝、葡國土風舞等節目表演，而在步行中間，沿步設點，表演醒獅助興。
為增加隊伍步行中的氣氛，大會在第四届特別沿路增設音響設備，組織了廣播組，百萬行的歌曲及其他音樂將繼隨着百萬行大軍的前進步伐。沿步行綫所經的銅馬廣塲至終㸃的媽閣廟前廣塲，友義體育會及業餘體育會將分別表演醒獅助興，更增加了金龍表演。龍靑體育會派出120人組成的龍獅隊，金龍飛騰，醒獅起舞，將倍增熱鬧。特別是那條長達25米的金龍，是龍青體育會耗資逾萬元專為本届百萬行訂製的。
第五届定於12月11日上午10時在南灣工人球場擧行。為了增添今届百萬行的熱鬧氣氛，在開步前特別設有舞金龍繞嘉賓台一周才進行剪綵儀式，而嘉賓台設立在球場的中央。為了增加歡樂和熱鬧，步行隊伍將由龍獅開路，金龍飛騰，醒獅起舞，並有樂隊演奏。
1989年第六屆的百萬行有路線更改，起步地點改在新口岸綜藝館正門前，沿途經羅理基博士馬路、葡京路、銅馬廣場、蘇亞雷斯大馬路、南灣街、民國馬路、媽閣街至碼閣廟前地。全程約四公里，較往年原來路線長約三分一，緩步行畢約七十分鐘。今届的百萬行場面將比往年更加壯觀、雄偉，三龍獻瑞，醒獅起舞，在剪綵儀式後，天龍與地龍在大會會族、彩旗的引領下為「行善人龍」起舞開路，在百萬行團體隊伍前還有瑞龍表演獻藝。為增加隊伍中的氣氛，大會會場沿線及媽閣廟前地終點站設有音響設備，加強流動廣播車，沿途播放百萬行樂曲及轉播大會實况，警察銀樂隊在百萬行路線上的澳督府前演名曲。治安警察廳、司法警察司及交通當局途派人維持治安，指揮交通；澳門童軍途維持秩序；鏡湖醫院派出救護車，沿途設有三個醫療站，負責照顧每一位參加步行者的安全。
第八屆「公益金百萬行九一」有23000市民參加步行；護督李必祿應邀親臨主禮並行畢全程。本屆百萬行籌得的善欵半數撥作賑濟華東、華中水災災民之用，協助災民重建家園。結算善欵之後，預計後日就會將賑災善欵送出。護督李必祿首先主持了金龍點睛儀式後，百萬行宣佈順利啓程。本屆有八架輕型飛機盤旋飛行英姿，使整個百萬行交織成一幅嘉年華般的立體圖景。
第九屆公益金百萬行首次由海、陸、空三路隊伍互相配合。地面上，首先由五十多名培正中學學生組成的彩旗隊，拱護會旗作前導，金龍盤舞，瑞獅騰躍，業餘體育會的龍獅隊成為慈善大軍先鋒。而警察銀樂隊，慈幼中學銀樂隊，澳門大學銀樂隊分別在不同路段演奏音樂助興。海面上，澳門獨木舟總會派出三十艘獨木舟在南西灣海面排陣列隊，與大軍一起並駕齊驅。天空上，澳門航空飛行協會派出八架輕型飛機助威，表演各種飛行花式，或排空而過，或盤旋飛翔。
澳門日報讀者公益基金會於11月24日拜會行政、敎育曁靑年事務政務司黎祖智，邀請其出席於12月12日舉行的第十屆公益金百萬行。貧困地區。黎祖智建議在新大橋啟用後，舉行百萬行將可以其中一條大橋作步行路線，終點則設在運動場等大型設施內。如將來氹仔綜合運動場落成啟用，該地將是一個理想地點，在終點內可設置一些音樂、舞蹈等表演項目，讓參加者欣賞。今屆百萬行為響應國際減災扶貧年，將撥出善款的三份之一幫助中國。
由澳門日報讀者公益基金會主辦的《公益金百萬行十周年圖片展覽》，將於11月3日假市政廳地下展覽廳揭幕。圖片展覽將展出公益金百萬行十年以來的歷史圖片，包括參加百萬行的政府機關、社團學校贊助商等歷年參加百萬行的圖片共五百四十二張。這些圖片紀錄了全澳各階層人士為公益，出錢出力參與善舉的難忘時刻。展覽由3日下午6時揭幕儀式後隨即開放讓公衆參觀，並由4日至6日。每日上午9時至晚上9時開放，免費參觀。第十一屆公益金百萬行，12月11日10時在工人球場隆重舉行。今屆百萬行仍將邀請由培正學生組成的彩旗隊拱護會旗作前導，業餘體育會再派出八獅一龍的龍獅團參與表演，警察銀樂隊、培正中學銀樂隊、慈幼銀樂隊、培道中學管樂隊、濠江中學管樂隊和敎業中學銀樂隊共六支樂隊，將分別經督轅等百萬行隊伍沿途各點演奏，澳門獨木舟總會派出四十艘獨木舟在海上表演，澳門航空飛行協會派出輕型飛機在空中表演，十二名本地歌手為步行者演唱勵志和流行曲。澳門童軍總會將派出八百多名童軍參加百萬行，沿途協助維持秩序，鏡湖醫院屆時也派出醫療隊照顧步行者，治安警察、交通警察和司法警察將沿途維持交通秩序和保安工作。
第十七屆公益金百萬行2000年12月10日上午10時在工人球場起步，步行路線與往年一樣，這是回歸後的第一次百萬行。由於明年將不能再使用南灣工人球場作起點，將另覓合適的集合地點及安排新的步行路線。屆時有三萬人參加步行，手持支持北京申辦奧運及澳門主辦第五屆東亞運動會小旗的慈善人龍，由工人體育場伸至媽閣廟前地，為本澳添上熱鬧的氣氛。忠信體育會派出一條長達百六米的金龍和九頭瑞獅騰躍起舞，引領慈善大軍。在慈善隊伍行經沿途，警察樂隊派出四鼓手跟隨大隊起步後留駐政府總部前地演奏；濠江中學樂隊隨步行大軍沿途演奏；童軍總會、培正、慈幼、培道、聖若瑟、教業、三育中學等樂隊分在沿途各站為步行者送上歡愉樂章。今年有更多政府部門及員工組隊參加，體現特區政府各部門支持社會公益活動。成立不足一年的外交部駐澳特派員公署也首次派隊參加；解放軍駐澳門部隊心連廣大澳門居民，贊助百萬行；專程來澳舉行慶澳門回歸一周年文藝晚會的中央電視台「心連心」藝術團，亦派出三十多人組隊參加。
2001年12月9日舉行第十八屆百萬行，由於工人球場地段可能將交新發展商管理，因此起步地點仍未具體定出。若未能在工人球場起步，主辦單位計劃改在國際商貿城附近地段作為集合起步地點。澳門日報讀者公益基金會會長劉衍泉接受訪問時表示，由於工聯可能在短期內把工人球場交由新發展商管理，因此百萬行起步地點可能更改。若工聯已經答允若屆時仍管理球場，將會借出作起步點；若交新發展商管理，起步地點便要更改。初步計劃在新口岸新填海區國際商貿城附近地段，整個步行路線會有改變，路程較原來路線約長一至兩公里，但不會影響交通。
公益金百萬行起步點工人球場已關閉，2003年12月14日舉行第二十屆百萬行，起步儀式和集合地點暫定在新口岸原商貿城側的湖邊戴維拉街。更改後的路線將由商貿城地段出發，沿孫逸仙大馬路前進，途經澳門旅遊塔，再轉入聖地牙哥酒店，沿舊路線步行至媽閣終點站。為確保百萬行順利進行，基金會負責人及有關工作人員，在活動前一日上午11時半到沙格斯大馬路及戴維拉街實地了解各項準備工作，並進行認真細緻的彩排。由於今屆百萬行起步點場地全新，為讓參與步行人士清楚知道怎樣入場，工作人員已在步行隊伍入口處加設了多個大型指示牌，方便居民。另外，為增加百萬行起步點的熱鬧氣氛，大會亦於起步點現場張掛各色彩旗。
第二十二屆公益金百萬行於2005年12月11日上午10時舉行，起步點設於孫逸仙大馬路觀音像旁，沿孫逸仙大馬路經西灣湖廣場(旅遊塔前)，西灣湖景大馬路，至媽閣上街，終點設於媽閣廟前地，全程約三公里，大會預計緩步行畢全程約需一小時。所有參與步行的善長，均需於上午9時15分前，由新口岸新填海區巴黎街、羅馬街及倫敦街三處入口進場集合，現場有工作人員指引參與者，經冼星海大馬路進入孫逸仙大馬路的集合點。
由於第二十六屆百萬行適逢澳門回歸十周年，應澳門特區政府邀請，中國人民解放軍「八一跳傘隊」於百萬行舉行期間表演，首次表演於上午9時35分舉行，故所有參與步行的善長，均須於上午9時半前由新口岸新填海區的巴黎街、布魯塞爾街、羅馬街、倫敦街、馬德里街的公益金百萬行隊伍入口處進場集合。2009年為澳門特區成立十周年，解放軍跳傘隊於百萬行期間演出，中央電視台會直播活動盛況。
第三十四屆公益金百萬行將於12月10日上午10時在孫逸仙大馬路近觀音像前起步。基金會今年續推緊急救援、公益援助等計劃，在天鴿風災後，隨即撥出善款並透過社團向災民發放。稱風災過後，即撥出善款開展緊急救援工作，向多個社團派發11674000元，協助災民度過困境。

### 公益金線上行
受COVID-19疫情影響，2020年的第三十七屆公益金百萬行改變模式，步行活動改為『線上行』，避免人群聚集，線下活動方面只會舉行簡單的起步儀式。
線上行活動採用微信小程式，在2021年因疫情未放緩繼續採取線上行形式舉行。共收到善款約1,700萬澳門元，參與人數逾十萬。其中在該屆線上行特別增設「百萬行探索」，引領大家走訪歷史景點打卡，實行為公益邁步之餘，感受小城情懷。
2022年的第三十九屆公益金百萬行，主辦方表示繼續採用「線上行」模式，並擬定同時舉行有限度規模的線下實體步行，最後未能舉辦線下活動。

### 疫情復常後
2023年的第40屆公益金百萬行於2023年12月10日舉行，並首次『線下』與『線上』雙軌並行。澳門公益金百萬行今年已經走到第四十個年頭。經過前三年線上行，到今年疫情陰霾消散，有條件恢復群眾慈善步行活動。，一如既往組織團隊沿着百萬行路線；同時，百萬行微信小程式會繼續開放，任何人無論身處何地，都可以在百萬行當日共同參與。
2024年百萬行會集中精力辦好實體步行活動，步行路線基本不變，參與方式不變。今屆步行路線有所調整，屆時不用經西灣湖廣場轉入消防局，而是改為經西灣大橋下行車道向媽閣方向前行。待步行至媽閣交通樞紐位置後右轉，再沿民國大馬路到媽閣上街，以媽閣廟前地為終點。

## 歷年活動時間
| 屆數       | 舉辦日期       | 起步地點     | 終點       | 備注                                                       |
| ---------- | -------------- | ------------ | ---------- | ---------------------------------------------------------- |
| 第一屆     | 1984年12月2日  | 南灣工人球塲 | 媽閣廟前地 |                                                            |
| 第二屆     | 1985年12月15日 | 南灣工人球塲 | 媽閣廟前地 |                                                            |
| 第三屆     | 1986年12月7日  | 南灣工人球塲 | 媽閣廟前地 | 今屆開始在步行沿途中增設音樂演奏、舞蹈和獅藝表演           |
| 第四屆     | 1987年12月13日 | 南灣工人球塲 | 媽閣廟前地 |                                                            |
| 第五屆     | 1988年12月11日 | 南灣工人球塲 | 媽閣廟前地 | 在開步前特別設有舞龍繞台一周才進行剪綵儀式                 |
| 第六屆     | 1989年12月10日 | 綜藝館正門前 | 媽閣廟前地 | 綜藝館正門前成位首次活動起步地點                           |
| 第七屆     | 1990年12月9日  | 南灣工人球塲 | 媽閣廟前地 |                                                            |
| 第八屆     | 1991年12月8日  | 南灣工人球塲 | 媽閣廟前地 | 今屆活動的善款收入，半數撥作賑助華東及華中地區災民         |
| 第九屆     | 1992年12月13日 | 南灣工人球塲 | 媽閣廟前地 |                                                            |
| 第十屆     | 1993年12月12日 | 南灣工人球塲 | 媽閣廟前地 |                                                            |
| 第十一屆   | 1994年12月11日 | 南灣工人球塲 | 媽閣廟前地 | 活動單位在市政廳地下展廳舉辦「公益金百萬行十周年圖片展覽」 |
| 第十二屆   | 1995年12月10日 | 南灣工人球塲 | 媽閣廟前地 | 葡國總統蘇亞雷斯博士出席活動，並主持起步剪綵儀式           |
| 第十三屆   | 1996年12月8日  | 南灣工人球塲 | 媽閣廟前地 | 治安警察廳銀樂隊加入到百萬行行進隊伍中演奏                 |
| 第十四屆   | 1997年12月14日 | 南灣工人球塲 | 媽閣廟前地 |                                                            |
| 第十五屆   | 1998年12月13日 | 南灣工人球塲 | 媽閣廟前地 |                                                            |
| 第十六屆   | 1999年12月12日 | 南灣工人球塲 | 媽閣廟前地 | 澳督在回歸前參加此活動                                     |
| 第十七屆   | 2000年12月10日 | 南灣工人球塲 | 媽閣廟前地 |                                                            |
| 第十八屆   | 2001年12月9日  | 南灣工人球塲 | 媽閣廟前地 |                                                            |
| 第十九屆   | 2002年12月8日  | 南灣工人球塲 | 媽閣廟前地 |                                                            |
| 第二十屆   | 2003年12月14日 | 戴維拉街     | 媽閣廟前地 |                                                            |
| 第二十一屆 | 2004年12月12日 | 戴維拉街     | 媽閣廟前地 |                                                            |
| 第二十二屆 | 2005年12月11日 | 孫逸仙大馬路 | 媽閣廟前地 |                                                            |
| 第二十三屆 | 2006年12月10日 | 孫逸仙大馬路 | 媽閣廟前地 |                                                            |
| 第二十四屆 | 2007年12月9日  | 孫逸仙大馬路 | 媽閣廟前地 |                                                            |
| 第二十五屆 | 2008年12月14日 | 孫逸仙大馬路 | 媽閣廟前地 |                                                            |
| 第二十六屆 | 2009年12月13日 | 孫逸仙大馬路 | 媽閣廟前地 | 邀請解放軍八一跳傘隊來澳，並於活動舉行時進行表演           |
| 第二十七屆 | 2010年12月12日 | 孫逸仙大馬路 | 媽閣廟前地 |                                                            |
| 第二十八屆 | 2011年12月11日 | 孫逸仙大馬路 | 媽閣廟前地 |                                                            |
| 第二十九屆 | 2012年12月9日  | 孫逸仙大馬路 | 媽閣廟前地 |                                                            |
| 第三十屆   | 2013年12月8日  | 孫逸仙大馬路 | 媽閣廟前地 |                                                            |
| 第三十一屆 | 2014年12月14日 | 孫逸仙大馬路 | 媽閣廟前地 |                                                            |
| 第三十二屆 | 2015年12月12日 | 孫逸仙大馬路 | 媽閣廟前地 |                                                            |
| 第三十三屆 | 2016年12月11日 | 孫逸仙大馬路 | 媽閣廟前地 |                                                            |
| 第三十四屆 | 2017年12月10日 | 孫逸仙大馬路 | 媽閣廟前地 |                                                            |
| 第三十五屆 | 2018年12月9日  | 孫逸仙大馬路 | 媽閣廟前地 |                                                            |
| 第三十六屆 | 2019年12月12日 | 孫逸仙大馬路 | 媽閣廟前地 |                                                            |
| 第三十七屆 | 2020年12月13日 | 孫逸仙大馬路 | 媽閣廟前地 | 今屆步行活動改為線上行                                     |
| 第三十八屆 | 2021年12月12日 | 孫逸仙大馬路 | 媽閣廟前地 |                                                            |
| 第三十九屆 | 2022年12月11日 | 孫逸仙大馬路 | 媽閣廟前地 |                                                            |
| 第四十屆   | 2023年12月10日 | 孫逸仙大馬路 | 媽閣廟前地 | 首次採取線上與線下模式同步進行                             |
| 第四十一屆 | 2024年12月8日  | 孫逸仙大馬路 | 媽閣廟前地 |                                                            |

## 相關事年

### 被指善款開支不透明
網上組織「澳門良心」數名成員在2012年12月4日到澳門日報讀者基金會遞信，要求基金會會長馮志強交代公益金百萬行善款開支，最後基金會無人出來接信，遞信人把信放在門手把上便離開。澳門良心成員仇國平稱，根據基金會向傳媒發佈的資料，他質疑撥款是協助傳統社團籠絡會員，是變相的立法會選舉工程機器，加重選舉不公平。他們又稱翻查政府公報發現，政府多個部門均有向公益金捐款，因此，善款涉及公帑運用，希望基金會增透明度、向社會交代開支去向，給公眾知悉，希望澳門未來可以就善款幫助真正有需要人士。據悉，公益基金會去年籌得善款超過一千三百萬澳門元，截至今年10月就五次緊急救援給重見光明計劃、公益援助、訪貧問苦關懷老弱殘障、教育助學。澳門良心希望該會能夠在歷年累積盈餘及投資利息金額及投資理財方案向社會公佈，向公眾公開交代。12月5日上午澳門良心成員仇國平走到百萬行活動場上舉起標語，「反對公益金，勾結傳統社團」。並高呼口號，後被便衣警員抬離現場，帶返警局，約1小時後獲准離去。澳門良心成員的仇國平及周庭希12月11日到保安司遞信，投訴警方涉嫌濫用警權，警權過大情況。仇國平稱，在公益金百萬行當日，他在場舉起標語抗議時被警員帶走，但當時有三、四名警員沒有出示警員證件，該等警員涉嫌違反保安綱要法。他說，自身沒有犯罪，且已出示身分證明文件確認身份，唯被帶往警署，被禁錮大約1小時，期間警方沒有落口供，質疑警員濫權。他亦不滿當局以「保安區」為由把他帶離現場，認為是侵犯了人身及表達自由，警方做法有違刑事訴訟法的規定。他希望保安司能在十日內回應，否則會在回歸日發起遊行時就今次事件再作討論。

## 外部連結
- 澳門日報官方網頁 （页面存档备份，存于）